# André Léon Galtié
André Léon Galtié, est un médailleur français, né le 26 février 1908 à Toulouse (Haute-Garonne) et mort le 4 août 1983 à Briançon. 

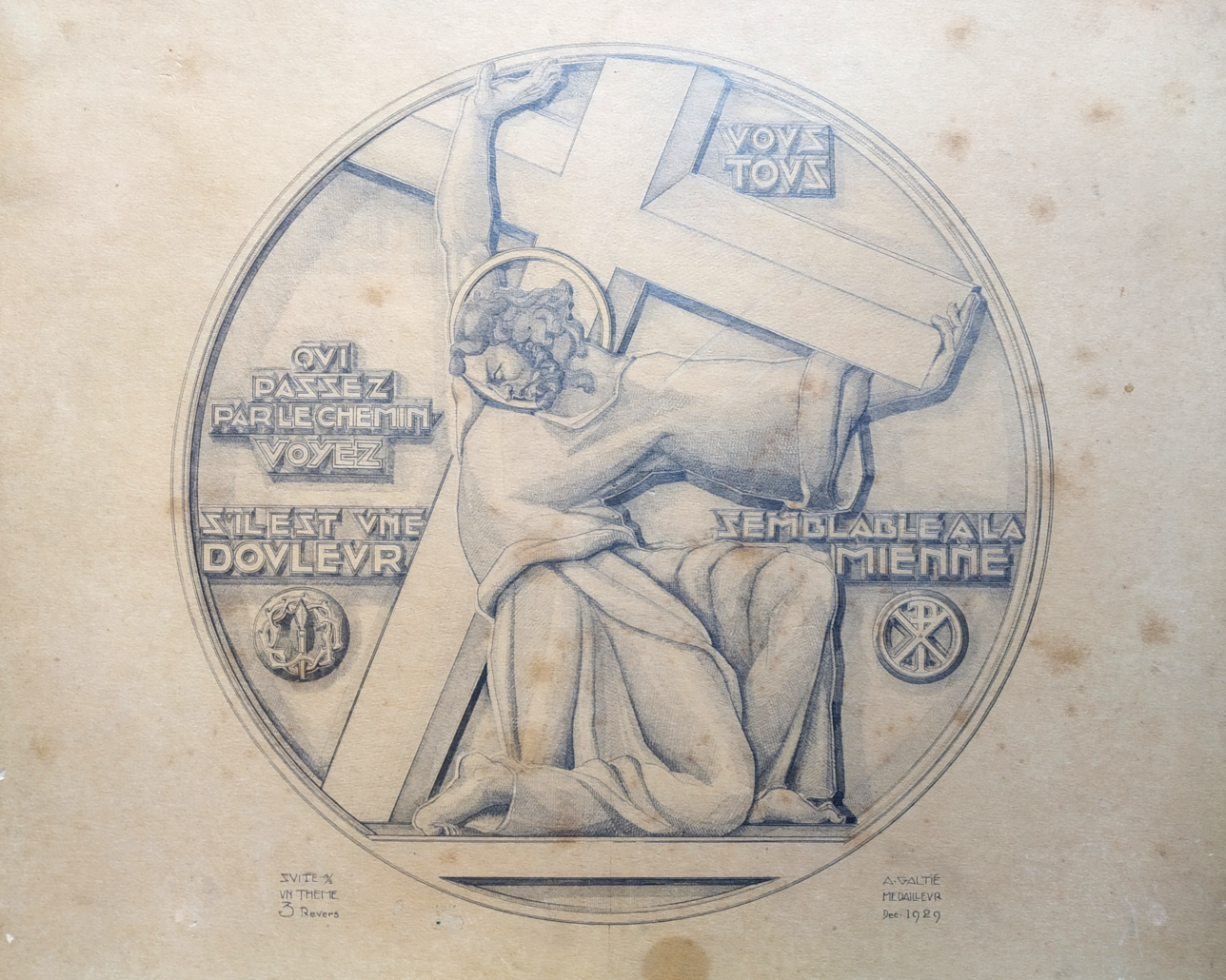
Dessin de médaille par Galtié (1929).

## Biographie
André Léon Galtié obtient une médaille d'argent au Salon des artistes français de 1944.